# Zisterzienserinnenkloster Blankenburg (Harz)

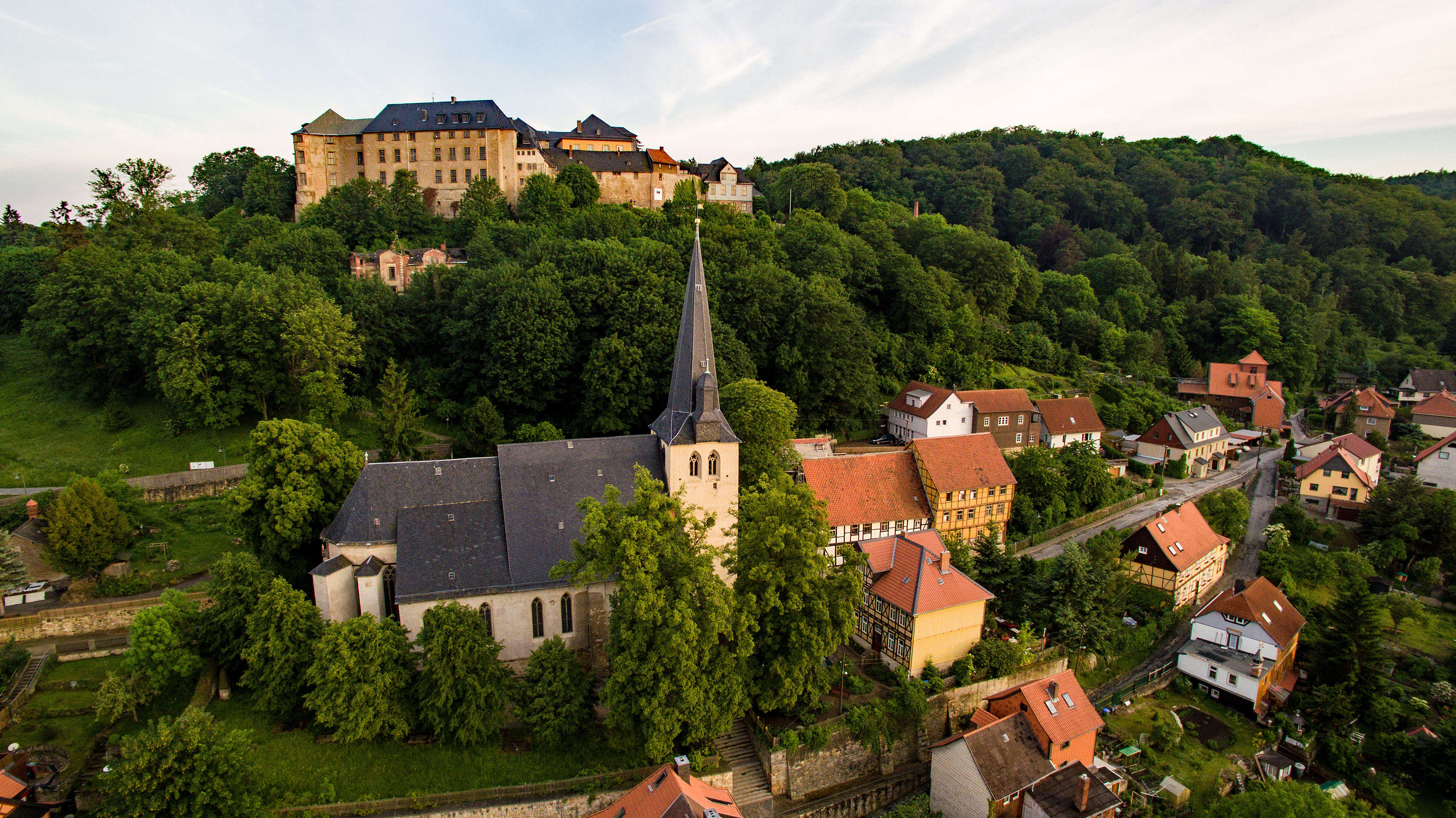
Die St.-Bartholomäus-Kirche in Blankenburg

Das Zisterzienserinnenkloster Blankenburg war vom 12. Jahrhundert bis 1532 ein Kloster der Zisterzienserinnen in Blankenburg am Harz in Sachsen-Anhalt.

## Geschichte
Die 1199 zum ersten Mal beurkundete Schwesternsammlung an der Burgkapelle Blankenburg nutzte dank einer Stiftung ab 1252 als Klosterkirche die heute noch bestehende Pfarrkirche St. Bartholomäus, anfänglich zusammen mit einem Chorherrenkonvent, ab 1305 als ausschließliche Zisterzienserinnenkirche. Das Kloster wurde 1532 aufgelöst. Die Kirche wurde wieder Pfarrkirche. Die Pfarrei gehört heute zur Gemeinschaft Evangelischer Zisterzienser-Erben in Deutschland.